# Francisco Lázaro
Francisco Lázaro (Benfica, Lisboa, 21 de enero de 1891-Estocolmo, Suecia, 15 de julio de 1912) fue un corredor de maratón olímpico portugués y abanderado en los Juegos Olímpicos de Estocolmo 1912.

## Maratón en los Juegos Olímpicos de 1912
Al igual que los demás atletas olímpicos de la época, Lázaro era un deportista aficionado, ya que realmente trabajaba como carpintero en una fábrica de automóviles en Lisboa. Antes de los Juegos Olímpicos, había disputado y ganado tres campeonatos nacionales de maratón en Portugal, donde representó al equipo Sport Lisboa e Benfica.
Lázaro fue el primer atleta en morir durante un evento olímpico moderno, tras colapsar en la marca de 30 kilómetros de la maratón. En primer lugar se pensó que la causa de la muerte fue una deshidratación severa debido a las altas temperaturas registradas durante la carrera. Después se descubrió que Lázaro tenía partes de su cuerpo cubiertas de cera para prevenir quemaduras solares y mejorar su velocidad y ligereza, pero la cera limitó la sudoración natural del atleta, llevándole a un desequilibro electrolítico de los fluidos del cuerpo. Antes de la carrera, supuestamente dijo: «O gano o muero». Después de dos meses en Estocolmo por falta de presupuesto para su traslado fue repatriado a Lisboa y enterrado en el cementerio de Benfica.